# 下味野
下味野（しもあじの）は、鳥取県鳥取市の地名。郵便番号は680-1165。

## 地理
鳥取市の中央部である。北流する千代川の左岸に位置している。

## 歴史
近世下味野村は、江戸期から1889年（明治22年）の村名である。因幡国高草郡、鳥取藩領。枝郷に朝月、赤池（穢多村）があった。村高は拝領高1522石、「元治郷村帳」1215石余、「旧高旧領」1172石余。氏神は牛頭天王。1871年（明治4年）に鳥取県、1876年（明治9年）に島根県、1881年（明治14年）に再び鳥取県に所属。
近代下味野は、1889年（明治22年）から現在の大字名で、はじめ美穂村、1953年（昭和28年）から鳥取市の大字である。1890年（明治23年）、筧雄平は繁忙期の農家のため託児所を開設した。

## 世帯数と人口
2025年（令和7年）6月30日現在の世帯数と人口は以下の通りである。
| 町丁   | 世帯数  | 人口  |
| ------ | ------- | ----- |
| 下味野 | 427世帯 | 815人 |

## 経済

### 産業
農業
『因幡誌 卷四（因伯叢書）』によると、「産物は味瓜、ナス」。
『角川日本地名大辞典 31 鳥取県』によると、「ほとんどが兼業農家で作物は米が主体。野菜やナシの栽培をしているところもある」という。

### 地主
地主は筧、近藤などがいた。

## 地域

### 施設
宗教
- 永楽寺（臨済宗妙心寺派）
- 下味野神社

人権
- 鳥取市 江山人権福祉センター

公共
- 下味野集会所

刑務所
- 鳥取刑務所

## 出身人物
- 筧馬蔵（酒類販売業、吉岡ホテル社長）[7]
- 筧樠治郎（農業）
- 筧雄平[8]（筧融通合名会社代表社員、豪農、篤志家、大地主[6]）
- 鳥取ループ（本名・宮部龍彦、プログラマー、ジャーナリスト、示現舎代表）